# 尼薩 (土庫曼斯坦)
尼薩，是一座古代城市，位於今日土庫曼斯坦首都阿什哈巴德西北方18公里處。是古代安息王國時期所建立的城市，並被認為是安息最初的首都。傳統上認為這座城市是安息王國開創者阿薩息斯一世所建，並且是首都，也是阿薩息斯王朝皇家墓園的所在地。
在安息國王米特里達梯一世時，尼薩改名為米特里達梯基特（Mithradatkirt）。

## 遺跡
尼薩坐落在中亞重要的商業和戰略樞紐交叉路口，從以挖掘出來的遺跡顯示這座城市受希臘化影響，但巧妙地將安息自身的傳統文化和希臘羅馬文化結合。從尼薩挖掘出一些重要的建築物遺跡，如神殿、陵墓、宮殿等等、並發現安息的銘文。另外許多希臘化的藝術品被發掘出來，當地出土大量的來通（rhyton , 角狀酒杯），但不只有希臘風格，也有中亞裝飾形式。
尼薩城遺跡由新舊兩組台形遺址構成，被稱為「老尼薩」和「新尼薩」。「老尼薩」占地14公頃，是一個台形土墩，形狀為不規則的五邊形，四周是建有40多個矩形塔臺的防禦土牆，並有棱堡。「新尼薩」占地25公頃，城牆高9公尺，並有兩個入口。尼薩的城市遺跡顯示此處文化受中亞與地中海希臘羅馬文化相互影響。
在2007年遺跡被聯合國教育、科學及文化組織宣布為世界遺產，並稱為「尼薩帕提亞要塞」。

## 登录基准
该世界遗产被认为满足世界遺產登錄基準中的以下基準而予以登錄：
- （ii）在某期间或某种文化圈里对建筑、技术、纪念性艺术、城镇规划、景观设计之发展有巨大影响，促进人类价值的交流。
- （iii）呈现有关现存或者已经消失的文化传统、文明的独特或稀有之证据。

## 外部連結
- Annotated Parthia Bibliography. （页面存档备份，存于）
- Archaeological Missions in Nisa （页面存档备份，存于）
- Nissa Fortress, Ayan Tourism & Travel Company
- Historical site Nisa, State Committee of Turkmenistan for Tourism and Sport.